# Christian Vilhelm Hagens
Christian Vilhelm Hagens  (født 26. december 1905 i Helsinge, død 1989) var en dansk jurist og advokat med møderet for landsretterne.
Hagens blev i 1923 student fra Nykøbing Katedralskole og efterfølgende cand.jur. i 1930 og begyndte derefter som sagførerfuldmægtig. Han blev landsretssagfører i 1935, men fungerede efter 2. verdenskrig som anklager i landsforræderisager.
Han var født i en borgerlig familie, men meldte sig under 2. verdenskrig ind i Danmarks Kommunistiske Parti. Han var aktiv i modstandskampen og spillede som Justitsministeriets anklager i landsforræderisager efter krigen en central rolle i retsopgøret. Han mente, at opgøret havde en slagside, ide de største forbrydere kom til sidst og endte med at slippe billigst.
Christian Vilhlem Hagens blev særligt kendt for to sager i efterkrigstiden. Den første var rigsadvokatens injuriesag mod dagbladet Land og Folk. Bladets chefredaktør Børge Houmann beskyldte rigsadvokaten for embedsmisbrug og korruption, idet han ikke rejste tiltale mod formanden for Dansk Arbejdsgiverforening for værnemageri. Houmann tabte sagen og måtte i fængsel, mens avisen blev dømt til at betale erstatning. I 1950'erne var han atter forsvarer for Land og Folk, der i en række artikler beskyldte general og hærchef Viggo Hjalf for at have snydt modstandsgrupperne ved at gemme våben, der var tiltænkt dem. Bladet tabte, men Hjalf blev afsat som hærchef.
Han var fra 1933 gift med Pauline Marie (Ritte) Rasmussen.